# 五帝巷刘氏大夫第
五帝巷刘氏大夫第俗称“刘家老屋”，位于中国江西省抚州市南丰县琴城镇古城东门五帝巷，是一座规模庞大的清代富商豪宅，因巨资捐官而悬挂“大夫第”牌匾。

## 建筑
五帝巷刘氏大夫第建于清光绪年间，为典型的赣派风格，前后三进，占地广阔。建筑进深30米，面宽18.6米，砖木结构，硬山顶。大门为八字形，门头高达6米余，采用红色石材砌筑，石匾上的“大夫第”三字已被铲平，两边为镂空石雕。屋檐、照壁精美。马头墙为弧形。

## 保护
2018年3月9日，五帝巷刘氏大夫第等琴城古建筑公布为第六批江西省文物保护单位，编号6-3-061。